# Grady, Arkansas
Grady là một thành phố thuộc quận Lincoln, tiểu bang Arkansas, Hoa Kỳ. Năm 2010, dân số của thành phố này là 449 người.

## Dân số
- Dân số năm 2000: 523 người.
- Dân số năm 2010: 449 người.